# Unknown Pleasures (Joy Division)
Unknown Pleasures (1979) is het debuutalbum van de Britse popgroep Joy Division.
De plaat wordt om verschillende redenen als een mijlpaal beschouwd: vanwege de muziek van Joy Division, vanwege de productie door Martin Hannett en vanwege het hoesontwerp van Peter Saville.
Ook de manier waarop het maken van de plaat werd gefinancierd was ongebruikelijk: televisiepresentator en veelzijdig organisator Tony Wilson bekostigde de plaat uit eigen zak. De plaat was de eerste lp die werd uitgebracht op het mede door Wilson opgerichte Factory-label.

## De productie: Martin Hannett
Unknown Pleasures werd in april 1979 in minder dan een week opgenomen in de Strawberry Studios in Stockport. De opnamesessies werden geleid door Martin Hannett, die een voor die (punk)tijd onmodieuze voorkeur had voor experimenten met galm, echo en tapeloops.
In een interview uit 1997 herinneren Joy-Division leden Peter Hook en Bernard Sumner zich de sessies met Hannett. Volgens hen was hij het prototype van een verdwaasde hippie die voortdurend wartaal uitsloeg. Zijn manier van werken bestond eruit dat hij zich 's nachts onder invloed van grote hoeveelheden heroïne opsloot in de geluidsstudio om de volgende ochtend eens te kijken wat voor geluid dit nu weer had opgeleverd. Pogingen van bandleden om een mening over het bandgeluid naar voren te brengen, werden door Hannett met scheldpartijen beantwoord.

## De hoes: Peter Saville
In Engeland werd de plaat in juni 1979 uitgebracht. De hoes was ontworpen door Peter Saville: een jonge grafisch ontwerper met een voorkeur voor kale typografie in de traditie van Jan Tschichold. Op de voorkant van de in grofkorrelig zwart papier uitgevoerde hoes van Unknown Pleasures staan de naam van de band en de titel van het album niet vermeld. De enige afbeelding op de hoes is een witte, driedimensionale grafiek waarmee de met een radiotelescoop opgevangen signalen van de eerste waargenomen pulsar worden weergegeven. Om precies te zijn: de pulsar PSR B1919+21 ook bekend als LGM-1. Het idee hiervoor was afkomstig van Bernard Sumner.

## De muziek: Joy Division

### Unknown Pleasures (1979)
Alle muziek en teksten zijn geschreven door Joy Division. 
| Nr. | Titel            | Duur |
| --- | ---------------- | ---- |
| 1.  | Disorder         | 3:32 |
| 2.  | Day of the Lords | 4:49 |
| 3.  | Candidate        | 3:05 |
| 4.  | Insight          | 4:29 |
| 5.  | New Dawn Fades   | 4:47 |

| 6.                 | She's Lost Control | 3:57 |
| 7.                 | Shadowplay         | 3:55 |
| 8.                 | Wilderness         | 2:38 |
| 9.                 | Interzone          | 2:16 |
| 10.                | I Remember Nothing | 5:53 |
| Totale duur: 39:24 |                    |      |

### 2007 Bonus Disc: Live at The Factory, Manchester, 13 July 1979
| Nr. | Titel               | Duur |
| --- | ------------------- | ---- |
| 1.  | Dead Souls          | 4:25 |
| 2.  | The Only Mistake    | 4:12 |
| 3.  | Insight             | 3:52 |
| 4.  | Candidate           | 2:08 |
| 5.  | Wilderness          | 2:32 |
| 6.  | She's Lost Control  | 3:47 |
| 7.  | Shadowplay          | 3:35 |
| 8.  | Disorder            | 3:29 |
| 9.  | Interzone           | 2:05 |
| 10. | Atrocity Exhibition | 6:14 |
| 11. | Novelty             | 4:29 |
| 12. | Transmission        | 3:50 |

## Ontvangst
Tony Wilson beschouwde Martin Hannett als een groot kunstenaar en Unknown Pleasures als een van diens meesterwerken. De leden van Joy Division waren aanvankelijk veel minder te spreken over het eindresultaat, dat rigoureus verschilde van het massieve geluid dat ze bij optredens produceerden. Wilson, een oud-Cambridgestudent die zich graag enigszins snobistisch opstelt, weet dit verschil in waardering aan het feit dat de leden van Joy Division geen kunstenaars waren, maar muzikanten.
Peter Saville, die de hoes voor Unknown Pleasures al had ontworpen voor hij het eindresultaat had gehoord, bevestigt het beeld dat Wilson schetst. Saville was verrast door de manier waarop het onderkoelde geluid en de minimalistische hoes van Unknown Pleasures uiteindelijk bij elkaar bleken te passen. Van de demo's die hij vooraf te horen had gekregen was hij totaal niet onder de indruk geweest. (Wilson en Saville geven de geciteerde meningen op de dvd van de speelfilm 24 Hour Party People.)
Door de muziekpers werd Unknown Pleasures lovend ontvangen. Het commerciële succes kwam vervolgens slechts langzaam op gang omdat de plaat moeilijk verkrijgbaar was; Factory had eenvoudigweg het geld niet om hem in een grote oplage uit te brengen en door de luxe papiersoorten waarvoor Saville had gekozen waren de productiekosten hoog.